# Nagyezsda Vasziljevna Kuzselnaja
Nagyezsda Vasziljevna Kuzselnaja (oroszul: Надежда Васильевна Кужельная, Alekszejevszkoje, 1962. november 6.–) szovjet-orosz űrhajósnő.

## Életpálya
1981-1984 között Dnyipropetrovszkban főiskolai végzettséget, 1988-ban Moszkvában repülőmérnöki diplomát szerzett. 1982-től Dnyipropetrovszkban a szovjet Honvédelmi Szövetség (DOSZAAF) kötelékében végzett vitorlázó- és műrepülést, majd Moszkvai Repülőklubban folytatta. Egy gyakorló repülés közben a Szu–26 műrepülőgép 9g-s túlterhelés kapott. A nyomás kiszakította az olajtartály dugóját, elárasztva a repülőgép felületét. Kuzselnaja felkészültségét mutatta, hogy szinte vakrepüléssel, de letette a gépet.
1994. április 1-től részesült űrhajóskiképzésben. Kiképzésben részesült a Jurij Gagarin Űrhajós Kiképző Központban, sikeres vizsgák után megkezdhette  szolgálatát. 1999-ben szülési szabadsága miatt megszakította képzési folyamatot. Űrhajós pályafutását 2004. május 27-én fejezte be.
Polgári foglalkozásként Seremetyjevón az egyik Tu–134-es repülőgép másodpilótája. Műrepülőként több mint 500 órát töltött a levegőben. Repülőgépei voltak: Jak–52, Jak–55, Szu–26, Szu–29, L–39, Jak–18–T, Tu–134, A–320. Tagja az OKB Szuhoj női műrepülő csapatának.

## Tartalék személyzet
Szojuz TM–33 fedélzeti mérnöke.